# Donkey Kong
Donkey Kong — відеогра у жанрі платформера, розроблена компанією Nintendo Research & Development 1 ексклюзивно для NES 1981 року. Це перша гра серії Donkey Kong та перша, де з'являється прототип персонажа Маріо.

## Ігровий процес
Гравець керує персонажем Стрибуном (в пізніх версіях Маріо), якому належить врятувати свою подругу (в оригіналі безіменна, в пізніх версіях Пауліна), викрадену величезною мавпою Данкі Конгом. Мавпа знаходиться на вершині споруди з кількома поверхами, поєднаними драбинами. Завданням гравця є провести Стрибуна на вершину споруди та підійти до Пауліни. Стрибун може бігти по поверхах, лізти по драбинах і підстрибувати. Йому перешкоджає Данкі Конг, скидаючи бочки, що котяться поверхами, балки, що падають прямо, або інші предмети, такі як вогняні кулі чи пружини. Стрибун втрачає одне життя, коли торкається бочки, іншого предмета, Данкі Конга, або падає з висоти.
Час від часу на рівнях виникає бонус у вигляді молотка. Поки він діє, Стрибун автоматично знищує бочки перед і над собою, але не може стрибати. Гравцеві нараховуються очки, якщо персонажу вдається перестрибнути бочку чи інший предмет (100 очок), знищити їх (300 або 500), або підібрати бонусні предмети — парасольки та сумочки Пауліни (300). Також бонусні очки присуджуються за швидкість проходження рівня. В запасі є 3 життя, додаткові даються за кожні 20000 очок.
У грі 4 рівні, в кожному з яких Данкі Конг вилізає на вищу споруду: 25, 50, 75 і 100 метрів заввишки. На першому рівні є похилі поверхи, поєднані драбинами, по яких котяться бочки. Коли Стрибун досягає Пауліни, Данкі Конг хапає її та несе далі. На другому рівні знаходяться рівні поверхи з драбинами, але літає вогняна куля і їздять вантажі цементу, а верхні драбини періодично складаються і розкладаються. Сам Данкі Конг переміщується в боки. Третій рівень має також підіймачі, на ньому немає бочок, але літають вогняні кулі та стрибають пружини. На четвертому багато вогняних куль і прямого шляху до Пауліни немає. Щоб дістатись до неї, Стрибун повинен знищити всі заклепки (перестрибнути через них, або розбити), після чого споруда розвалюється і Данкі Конг падає, а шлях до Пауліни відкривається. Коли гру пройдено, можна продовжити грати з початку, але швидкість руху перешкод зросте.